# Chronologie de l'intelligence artificielle
 (avril 2025).
Cette chronologie de l'intelligence artificielle (IA)  offre une perspective savante sur son évolution à travers les décennies.

## Aux origines de l'intelligence artificielle (avant 1950)
L'idée de créer des entités artificielles dotées d'intelligence remonte à l'Antiquité. Des mythes tels que le Golem dans la tradition juive ou Galatée dans la mythologie grecque illustrent cette fascination pour des créatures animées par l'homme.
Au XXe siècle, des avancées concrètes voient le jour :
- 1941 : Konrad Zuse développe le Z3, premier ordinateur programmable, posant les bases de l'informatique moderne[1].
- 1943 : Warren McCulloch et Walter Pitts publient un article fondateur sur les neurones formels, établissant un lien entre neurologie et logique mathématique.
- 1947 : W. Grey Walter crée des tortues électromécaniques capables de comportements simples, préfigurant la robotique autonome[2].
- 1950 : Alan Turing propose le test de Turing dans son article "Computing Machinery and Intelligence", interrogeant la capacité des machines à penser[3].

## L'émergence de l'IA comme discipline scientifique (1951–1969)
- 1951 : Christopher Strachey et Dietrich Prinz développent des programmes capables de jouer aux dames et aux échecs sur la Ferranti Mark I.
- 1956 : La conférence de Dartmouth,  par John McCarthy, Marvin Minsky, Nathaniel Rochester et Claude Shannon, marque la naissance officielle de l'IA en tant que domaine de recherche[4].
- 1958 : John McCarthy crée le langage de programmation LISP, qui deviendra central dans le développement de l'IA[5].
- 1964 : Daniel Bobrow développe STUDENT, un programme capable de résoudre des problèmes algébriques formulés en langage naturel[5].
- 1966 : Joseph Weizenbaum présente ELIZA, un programme simulant une conversation humaine, illustrant les débuts du traitement du langage naturel[6].
- 1969 : Marvin Minsky et Seymour Papert publient "Perceptrons", analysant les limites des réseaux de neurones de l'époque et orientant la recherche vers l'IA symbolique[5].

## L'âge des systèmes experts et des premiers robots intelligents (1970–1989)
- 1972 : Ted Shortliffe développe MYCIN, un système expert pour le diagnostic médical, démontrant l'efficacité des règles heuristiques[7].
- 1973 : Le rapport Lighthill critique les avancées de l'IA au Royaume-Uni, entraînant une réduction des financements et une période de stagnation[4].
- 1979 : Hans Moravec conçoit le Stanford Cart, un robot capable de naviguer de manière autonome, préfigurant les véhicules autonomes[7].
- 1980 : La première conférence de l'Association américaine pour l'intelligence artificielle (AAAI) se tient à Stanford, consolidant la communauté scientifique de l'IA.
- 1986 : David Rumelhart, Geoffrey Hinton et Ronald Williams redécouvrent l'algorithme de rétropropagation, relançant l'intérêt pour les réseaux de neurones[8].
- 1989 : Yann LeCun introduit les réseaux de neurones convolutifs (CNN), ouvrant la voie à des avancées majeures en vision par ordinateur[9].

## L'essor de l'IA moderne et des applications concrètes (1990–2009)
- 1997 : Deep Blue d'IBM bat le champion du monde d'échecs Garry Kasparov, illustrant la puissance des algorithmes spécialisés[4].
- 2005–2007 : Les véhicules autonomes de Stanford et du CMU remportent le DARPA Grand Challenge, démontrant les progrès en robotique mobile[4].
- 2009 : Google commence à utiliser l'IA pour améliorer ses services, marquant l'intégration de l'IA dans des applications grand public.

## L'ère du deep learning et de l'IA générative (2010–2025)
- 2012 : AlexNet, un réseau de neurones profond, remporte le concours ImageNet, révolutionnant la reconnaissance d'images[8].
- 2015–2016 : AlphaGo de DeepMind bat des champions de Go, un jeu réputé pour sa complexité stratégique, grâce au deep learning[10].
- 2018 : OpenAI publie GPT, un modèle de traitement du langage naturel capable de générer du texte cohérent et contextuel.
- 2020  : GPT-3, avec 175 milliards de paramètres, repousse les limites de la génération de texte automatisée[11].
- 2022 : ChatGPT est lancé, rendant accessible au grand public une IA conversationnelle avancée.
- 2023–2025 : Les IA génératives, telles que Midjourney et DALL·E, produisent des images et du contenu créatif, soulevant des questions éthiques et juridiques.
- 2025 : DeepSeek société chinoise d'IA dévoile son agent conversationnel publié en open source, entraînant des réactions des marchés financiers et ouvrant des débats sur les coûts d'entraînement des LLMs.